# Lijn Q (metro van New York)
De Q Broadway Express of ook wel lijn Q is een metrolijn die onderdeel is van de metro van New York. Op plattegronden, stationsborden en richtingfilms staat de lijn aangegeven in de kleur geel  omdat de lijn een dienst is op de Broadway Line door Manhattan.
De Q rijdt de hele dag. Normaal gesproken rijdt de Q van 96th Street in Midtown Manhattan naar Stillwell Avenue in Coney Island via Broadway en de Brighton Line. De Q rijdt als express (sneltrein) door Manhattan en als local (stoptrein) in Brooklyn. 

## Geschiedenis
De lijn was sinds 1920 in gebruik door de Brooklyn Rapid Transit Company (BRT), in 1923 overgenomen door de Brooklyn-Manhattan Transit Corporation die de lijn als "lijn 1" aanduidden. De lijn verbond steeds het zuiden van Brooklyn met Manhattan maar doorheen de tijd werden vele verschillende trajecten gevolgd en stations bediend. In Manhattan was veelal het traject van de Broadway Line een onderdeel van de route, maar van 1988 tot 2001 volgde lijn Q het traject van Sixth Avenue Line. East River werd bij tijden gekruist via de Montague Street Tunnel, andere tijden over de Manhattan Bridge.
Bij de sluiting van metrolijn W in 2010 wordt lijn Q verlengd van de oorspronkelijke terminus 57th Street op Broadway in Midtown Manhattan langs de Astoria Line tot in het noorden van Queens, het noordelijk deel van het traject van de gesloten lijn W. Wanneer op 7 november 2016 lijn W terug wordt heropgestart, wordt ook lijn Q terug ingekort tot station 57th Street, in afwachting van de nieuwe noordelijke terminus.
De noordelijke terminus van de lijn werd twee maand later, sinds 1 januari 2017 en de opening van de eerste fase van de Second Avenue Subway het toen nieuw geopende metrostation 96th Street.  Met drie stations in de Upper East Side van Manhattan bedient de metro dit stadsdeel alvorens zuidwestwaarts richting Broadway af te zwenken.

## Dienstregeling
Bij de late avonddiensten vervalt de sneltreinfunctie van lijn Q in Manhattan en bedient de lijn ook de stations 49th Street, 28th Street, 23rd Street, 8th Street en Prince Street.
 ·  ·  ·  ·  ·  ·  ·  ·  · 
Van noord naar zuid:
96th Street · 
86th Street · 
72nd Street · 
Lexington Avenue-63rd Street · 
57th Street · 
(49th Street) · 
Times Square-42nd Street · 
34th Street-Herald Square · 
(28th Street · 
23rd Street) · 
14th Street-Union Square · 
(8th Street · 
Prince Street) · 
Canal Street · 
DeKalb Avenue · 
Atlantic Avenue - Pacific Street · 
7th avenue · 
Prospect Park · 
Parkside Avenue · 
Church Avenue · 
Beverley Road · 
Cortelyou Road · 
Newkirk Avenue · 
Avenue H · 
Avenue J · 
Avenue M · 
Kings Highway · 
Avenue U · 
Neck Road · 
Sheepshead Bay · 
Brighton Beach · 
Ocean Parkway · 
West Eighth Street-New York Aquarium · 
Coney Island-Stillwell Avenue